# Schwedenschanze Isingerode

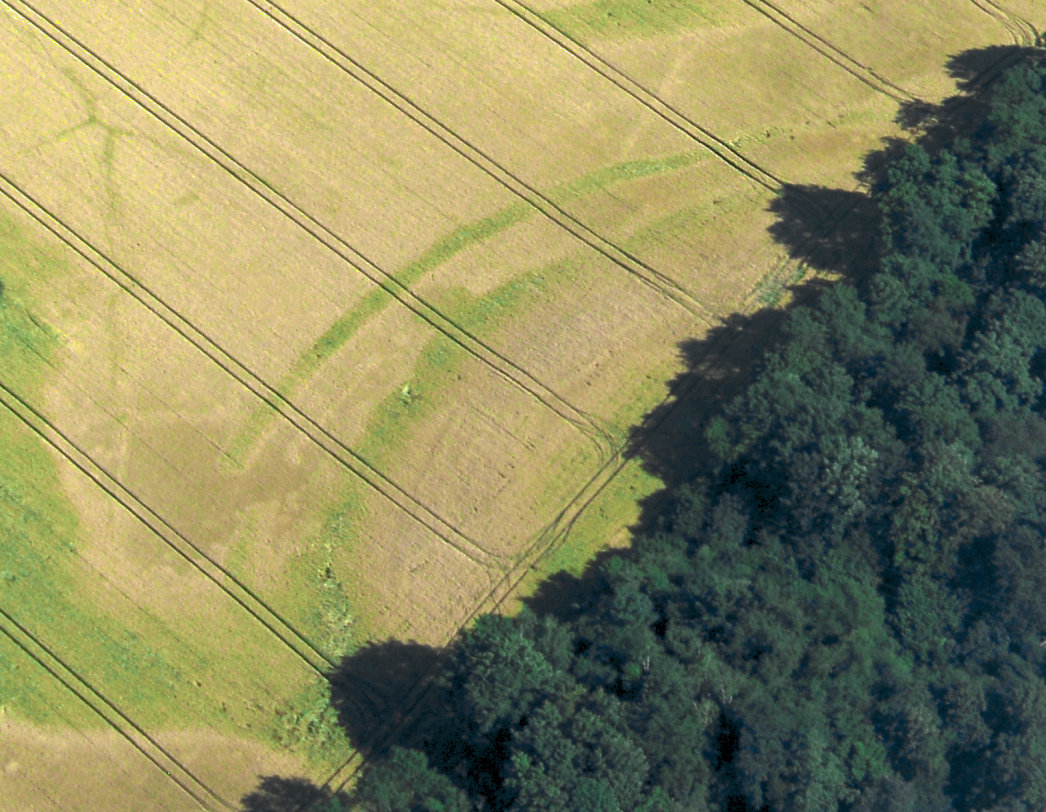
Luftbild der Schwedenschanze Isingerode mit grünen Bewuchsmerkmalen der Wehrgräben

Die Schwedenschanze Isingerode, seit den Ausgrabungen im Jahr 2006 auch als Isiburg bezeichnet, ist ein Ringwall der späten Bronzezeit, der sich bei Isingerode in Niedersachsen befindet. Die mehrfach durch Brand zerstörte Befestigungsanlage mit Außensiedlung entstand um 1200 v. Chr. und wurde in einer ersten Phase bis um 600 v. Chr. genutzt. Die Anlage wird als eine befestigte Zentralsiedlung der Lausitzer Kultur mit Parallelen zur nahegelegenen Hünenburg bei Watenstedt gedeutet. Eine erneute Nutzung erfuhr die Anlage in der späten Eisenzeit um Christi Geburt, bei der sie einer germanischen Bevölkerung als befestigte Siedlung diente. Archäologische Untersuchungen an der Anlage begannen im Jahr 2006 und sind nach acht jährlichen Grabungskampagnen um 2016 abgeschlossen worden.

## Lage

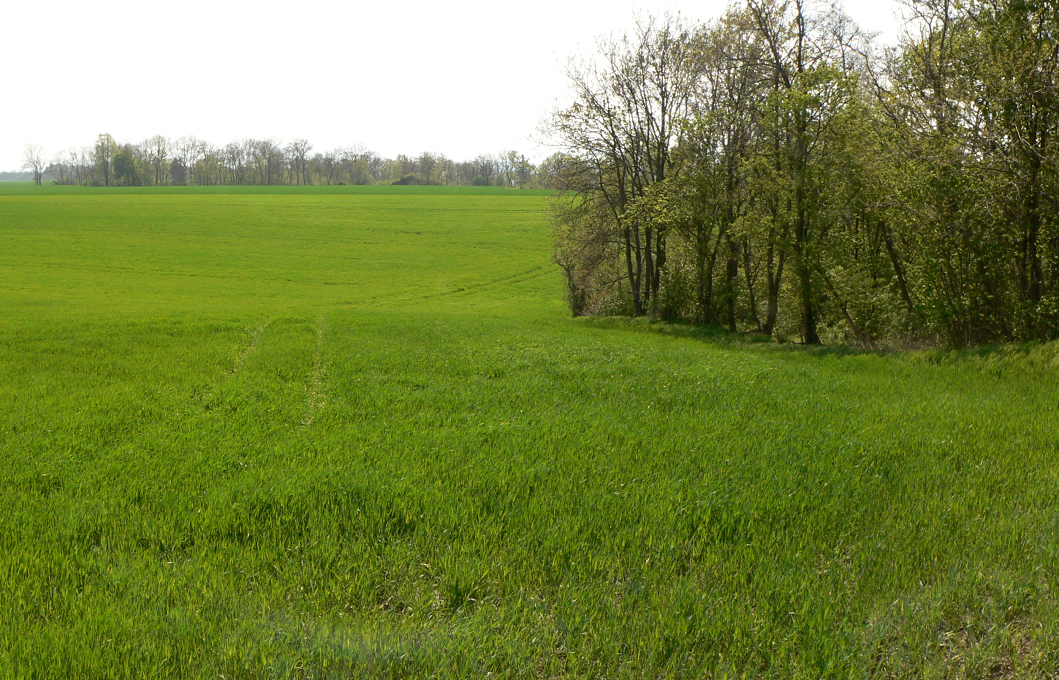
Quereinschnitt im Hang am Südrand der Anlage, der einst zu ihrem Schutz beitrug

Die Befestigungsanlage lag verkehrsmäßig günstig, da in der Nähe ein überregionaler Ost-West-Fernweg vorbeiführte, der als Flussfurt bei Schladen die Oker überquerte. Der Ringwall wurde auf einer eiszeitlich entstandenen Kieshochfläche errichtet. Schutz vor Annäherung bot im Westen ein rund 25 Meter tief abfallender Steilhang zur damals versumpften Okerniederung. Zum Norden und Süden war die Anlage im unmittelbaren Nahbereich von Quereinschnitten im Hang geschützt. Im Umfeld boten im Norden weiträumig die Niederung des Großen Bruchs und im Osten das Flusstal der Ilse Schutz vor Annäherung.
Das Gelände der Schwedenschanze ist in den 1930er und 1950er Jahren stark verändert worden, als die westliche Hälfte der Befestigungsanlage durch Kiesabbau zerstört wurde. Die Reste des Burgwalls liegen heute auf Ackerland am Waldrand und zu einem kleinen Teil in einem im 20. Jahrhundert entstandenen Wald, der als Landschaftsschutzgebiet ausgewiesen ist.

## Namensgebung
Als erste schriftliche Erwähnung findet sich die Befestigungsanlage auf einer Karte von 1898, in der sie als Schwedenschanze bezeichnet wird. Aus der Nennung ist zu folgern, dass die Wallanlage zu dieser Zeit noch im Gelände sichtbar war. Die Benennung als Schwedenschanze beruht auf dem häufigen Irrtum, dass es sich um Ringwälle handelte, die die Bevölkerung während des Dreißigjährigen Kriegs in katholischen Gebieten als Fliehburg zum Schutz vor den protestantisch-schwedischen Truppen errichtet hatten, oder sie von den schwedischen Truppen selbst als Schanze angelegt wurden. Nach den ersten Ausgrabungen im Jahr 2006 gaben die Ausgräber bekannt, die Bezeichnung „Schwedenschanze“ nicht mehr zu gebrauchen, da sie dem geschichtlichen Hintergrund der Anlage nicht entspricht. Seither hat sich im Sprachgebrauch der Begriff „Isiburg“ durchgesetzt.

## Prospektion und Ausgrabungen

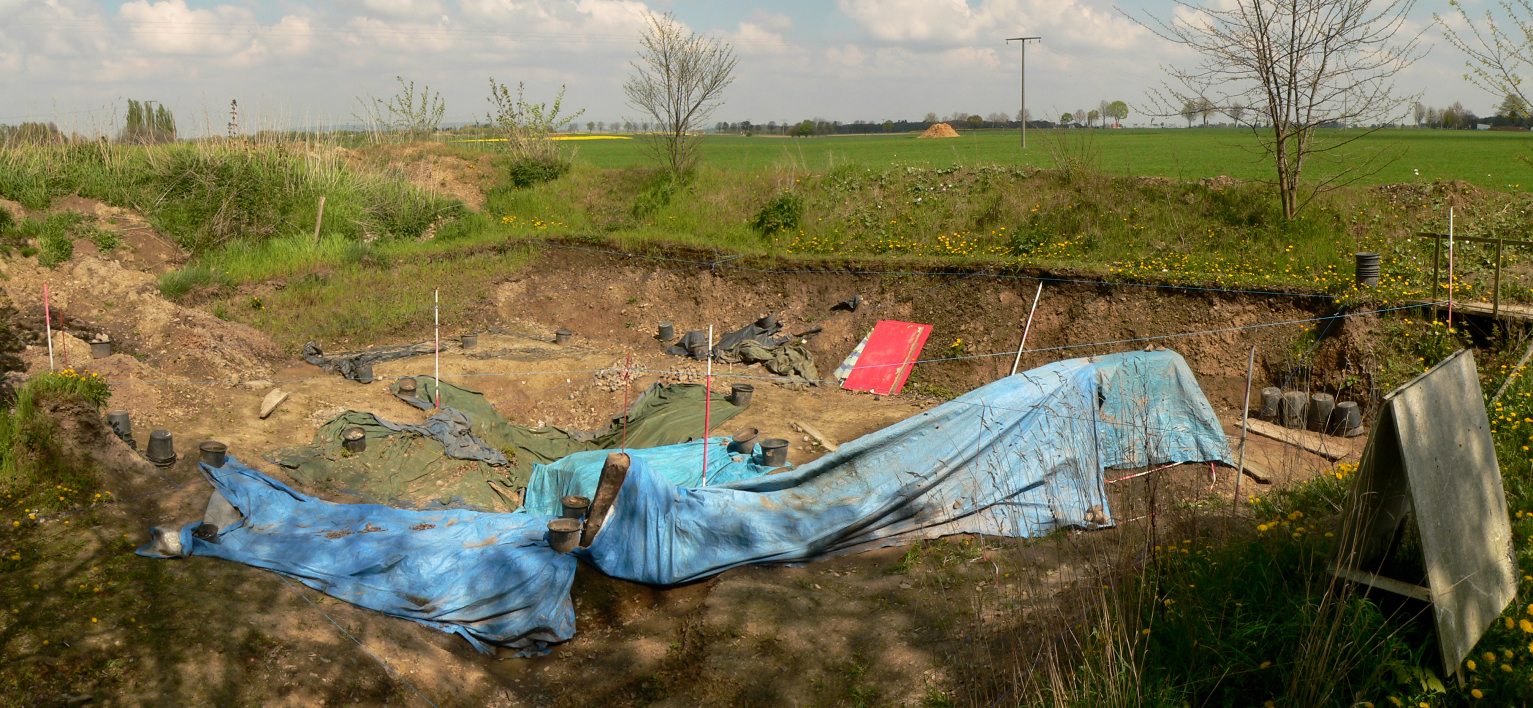
Mit Planen gesicherte Ausgrabungsstelle der Schwedenschanze Isingerode

Bereits in den 1950er Jahren fand ein Heimatforscher bei Begehungen auf dem Gelände zahlreiche Keramikscherben aus der späten Bronzezeit. Vor der ersten Ausgrabung im Jahre 2006  erfolgten ausgiebige Recherchen in historischem Kartenmaterial und auf alten Luftbildern, um Hinweise auf die früheren Zustände der Anlage zu erlangen. Später kam es zu Prospektionen durch geomagnetische Messungen, um die Strukturen im Untergrund zu erkunden. Die Ausgrabungen wurden von Angehörigen des Vereins Freunde der Archäologie im Braunschweiger Land (FABL) unter der wissenschaftliche Leitung des Archäologen Wolf-Dieter Steinmetz vom Braunschweigischen Landesmuseum etwa bis zum Jahr 2016 durchgeführt.

### Fundstücke
Bei den Ausgrabungen wurden bisher (Stand: 2013) 16 Fundstücke aus Bronze geborgen, darunter eine Sichel, das Fragment einer Lanzenspitze, Spiralen, Ringe, Schmuck und eine Pfeilspitze. Weitere Funde waren Scherben von Gefäßkeramik sowie Knochenmaterial von Rind und Schwein. Auch fand sich ein größerer Kultstein, der der Zeit um 700 v. Chr. zugerechnet wird.

## Aufbau
Die Befestigungsanlage nahm eine ovale Fläche von etwa 140 × 180 Meter ein und bestand aus einem inneren sowie einem äußeren Ring. Der innere, ältere Ring war ein breiter Wall mit vorgelagertem Graben. Den äußeren Ring bildete ein Wall mit einer Holzrahmenmauer, die außen von einem Graben geschützt wurde. Beide Anlagen existierten nicht gleichzeitig, sondern zu unterschiedlichen Zeiten, wobei der innere Wall vom äußeren ersetzt wurde. Beide Befestigungsanlagen weisen bis zu 6 Meter breite Tordurchlässe auf, die aber keinen Bezug aufeinander nehmen, was ein Indiz gegen ein zeitgleiches Bestehen der Anlagen ist.
Der Wall und die Reste der Holzrahmenmauer sind im heutigen Gelände nicht mehr ersichtlich. Sie sind über die Jahrhunderte erodiert und wurden durch die landwirtschaftliche Nutzung eingeebnet. Erst die 2006 einsetzenden Ausgrabungen ließen Einblicke in die Erhaltung von Wall und Graben im Untergrund zu. Demnach war der Wallkörper noch bis in eine Tiefe von 1,6 Meter im Boden vorhanden. Der innere und der äußere Graben hatten sich bis in eine Tiefe von vier sowie zwei Metern erhalten. Auf Luftbildern ist die Lage der Wehrgräben des inneren und der äußeren Rings noch anhand von Bewuchsmerkmalen im Acker oberflächlich sichtbar. Die Pflanzen zeichnen sich im Grabenverlauf durch ein satteres Grün ab, da sie im tiefgründigeren Untergrund des Grabens besser gedeihen.
Im Innenraum der Befestigung wurden, wie auch bei anderen bronzezeitlichen Anlagen, Spuren einer Besiedlung festgestellt. Sie stellten sich für die Archäologen als Pfostenlöcher und Wandgräben von Gebäuden sowie Herd- und Feuerstellen dar. An einer Stelle lagen in einer Ascheschicht verstürzte und verkohlte Bretter eines einstigen Holzgebäudes. Außerdem wurden die Grundrisse zweier sechs Meter breiter Häuser, mit jeweils zentraler Feuerstelle gefunden, die sich überschnitten.

## Baugeschichte
Die Entwicklung der Befestigungsanlage ließ sich anhand von gefundener Gefäßkeramik sowie durch C14-Datierungen rekonstruieren. Um 1200 v. Chr. entstand auf dem Areal zunächst eine unbefestigte Siedlung. Kurze Zeit später (aber noch im 12. Jahrhundert v. Chr.) erhielt die Anlage Schutz durch eine Befestigung, die als flacher Wall mit einer Holzmauer und einem vorgelagerten Graben angelegt wurde. Da der Wall auch mit Erdmaterial aus dem Innenraum errichtet wurde, entstand ein Graben, der im Laufe der Zeit mit Siedlungsabfall befüllt wurde, was die heutigen Datierungen ermöglichte. Die erste Befestigungsanlage brannte aus unbekannten Gründen ab. Danach wurde sie im 12. bis 10. Jahrhundert v. Chr. durch eine vorgeschobene Befestigung nach außen verlagert. Dabei handelte es sich um einen Wall mit einer Holzrahmenmauer und einem vorgelagerten Graben. Auch diese Anlage wurde durch Brand zerstört.
Um 700 v. Chr. entstand der äußere Wall in einer Breite von neun Metern neu. Er war mit einer 1,4 Meter breiten Holzkastenmauer bekrönt. Eine Holzpalisade stützte den Wall zum vorgelagerten Graben hin ab. Diese Anlage brannte ebenfalls ab. Kurz darauf, aber noch in der späten Bronzezeit, erfolgte ein Rückzug auf den inneren Befestigungsring, der durch das Ausheben des alten Grabens reaktiviert wurde. Im Laufe der Zeit verlor der Wehrgraben anscheinend seine Verteidigungsfunktion und wurde als Abfallhalde genutzt. In der frühen Eisenzeit um etwa 600 v. Chr. brechen die Funde aus dem Graben ab, sodass die bis dahin rund 600-jährige Geschichte der Anlage zunächst beendet war.
In der Zeit um Christi Geburt, über ein halbes Jahrtausend nach der Aufgabe der Befestigungsanlage, wurde sie wieder instand gesetzt. Dabei hoben die damaligen Nutzer den verfüllten Graben des inneren Befestigungsrings bis auf eine Tiefe von 2,2 Meter unter der heutigen Geländeoberfläche wieder aus. Der Graben erhielt die enorme Breite von 12 Meter. Die darin gefundene Gefäßkeramik ließ sich dem germanischen Volksstamm der Hermunduren aus der Gruppe der Elbgermanen zurechnen.

## Bewertung
Bei der Schwedenschanze Isingerode handelte es sich um eine durch einen Ringwall befestigte Zentralsiedlung der späten Bronzezeit. Sie wird auch als Verkehrsknotenpunkt beim weiträumigen Rohstoffhandel mit Bronze angesehen, die an einem überregionalen Fernweg lag. Die Anlage wird der Saalemündungsgruppe der Lausitzer Kultur zugerechnet, die hier ihre westlichste Verbreitung fand. Die erste Nutzungsphase der Ringwallanlage dauerte von etwa 1200 v. Chr. bis etwa 600 v. Chr. an. Es gibt Übereinstimmungen zur nahe gelegenen Hünenburg bei Watenstedt. Beide Anlagen verfügten über eine Außensiedlung. Sie werden als Zentralorte einer Besiedlung angesehen, deren Siedlungsplätze etwa 20 Kilometer auseinander lagen. Ähnliche Anlagen waren der Röderhof auf dem Huy und der Burgberg bei Quedlinburg. Eine zweite, kürzere Nutzungsphase der Schwedenschanze als befestigte Siedlung war die Zeit um Christi Geburt durch eine germanische Bevölkerung. In dieser Zeit erfolgten römische Eroberungszüge in die Germania magna und es herrschten germanische Stammesauseinandersetzungen.